# Kup Srbije i Crne Gore 2002-2003
Il torneo nacque come Kup Jugoslavije 2002-2003 (Coppa Jugoslava 2002-2003), e fu la dodicesima edizione della Kup Jugoslavije e l'undicesima della Repubblica Federale di Jugoslavia. Era gestito dalla Federazione calcistica della Jugoslavia (FSJ).
Il 4 febbraio 2003 la R.F.Jugoslavia divenne Unione Statale di Serbia e Montenegro e quindi la Kup Jugoslavije fu rinominata Kup Srbije i Crne Gore. Anche la federazione cambiò nome diventando Federazione calcistica della Serbia e Montenegro (FSSCG).
La coppa fu vinta dal Sartid che sconfisse in finale la Stella Rossa (rivincita dell'anno precedente).

## Squadre partecipanti
Prva liga
- Čukarički Stankom
- Hajduk Kula
- Obilić
- OFK Belgrado
- Partizan
- Rad Belgrado
- Radnički Niš
- Rudar Pljevlja
- Sartid
- Stella Rossa
- Sutjeska
- Vojvodina
- Železnik
- Zemun
- Zeta

Druga liga
- Big Bul Bačinci
- Borac Čačak
- Bud. Banatski Dvor
- E.L.A.N. Srbobran
- Kom
- Lovćen
- Mladenovac
- Mladost Apatin
- Mladost Lučani
- Novi Sad
- Radnički Belgrado
- Radnički Klupci
- Radnički Kragujevac
- Radnički Pirot
- Srem

Terza divisione
- Novi Pazar

Divisione sconosciuta
- Rudar Kos. Mitrovica

## Sedicesimi di finale
| Squadra 1            | Risultato       | Squadra 2               |
| -------------------- | --------------- | ----------------------- |
| 10.09.2002           |                 |                         |
| Radnički Pirot       | 3 – 2           | Sutjeska                |
| 11.09.2002           |                 |                         |
| Borac Čačak          | 1 – 6           | Partizan                |
| Radnički Niš         | 0 – 3           | Vojvodina               |
| Sartid               | 3 – 1           | Lovćen                  |
| Zeta                 | 2 – 2 (2-4 dtr) | Budućnost Banatski Dvor |
| ELAN Srbobran        | 0 – 1           | Železnik                |
| Kom                  | 0 – 1           | Srem                    |
| Mladost Lučani       | 2 – 0           | Big Bul Bačinci         |
| Novi Sad             | 1 – 1 (3-4 dtr) | Hajduk Kula             |
| Mladenovac           | 0 – 2           | OFK Belgrado            |
| Stella Rossa         | 3 – 0           | Radnički Kragujevac     |
| Rad                  | 0 – 0 (5-6 dtr) | Mladost Apatin          |
| Radnički Belgrado    | 1 – 0           | Čukarički Stankom       |
| Rudar Kos. Mitrovica | 0 – 6           | Zemun                   |
| Radnički Klupci      | 1 – 4           | Obilić                  |
| 18.09.2002           |                 |                         |
| Novi Pazar           | 0 – 0 (6-7 dtr) | Rudar Pljevlja          |

## Ottavi di finale
| Squadra 1      | Risultato       | Squadra 2               |
| -------------- | --------------- | ----------------------- |
| 24.09.2002     |                 |                         |
| Železnik       | 3 – 0           | Mladost Lučani          |
| Srem           | 0 – 0 (4-5 dtr) | Rudar Pljevlja          |
| 25.09.2002     |                 |                         |
| Stella Rossa   | 4 – 0           | Radnički Pirot          |
| Partizan       | 1 – 1 (5-4 dtr) | Radnički Belgrado       |
| Mladost Apatin | 0 – 1           | Budućnost Banatski Dvor |
| Zemun          | 1 – 2           | Vojvodina               |
| OFK Belgrado   | 2 – 3           | Obilić                  |
| Hajduk Kula    | 0 – 2           | Sartid                  |

## Quarti di finale
| Squadra 1               | Risultato       | Squadra 2    |
| ----------------------- | --------------- | ------------ |
| 27.11.2002              |                 |              |
| Vojvodina               | 0 – 0 (3-4 dtr) | Stella Rossa |
| Partizan                | 1 – 4           | Železnik     |
| Rudar Pljevlja          | 1 – 2           | Sartid       |
| Budućnost Banatski Dvor | 0 – 0 (4-2 dtr) | Obilić       |

## Semifinali
| Squadra 1          | Risultato       | Squadra 2    |
| ------------------ | --------------- | ------------ |
| 09.04.2003         |                 |              |
| Bud. Banatski Dvor | 0 – 1           | Stella Rossa |
| Sartid             | 1 - 1 (3-1 dtr) | Železnik     |

## Finale
| Squadra 1    | Risultato | Squadra 2 |
| ------------ | --------- | --------- |
| 29.05.2003   |           |           |
| Stella Rossa | 0 – 1 gg  | Sartid    |

| Arbitro: | Miroslav Radoman (Lovćenac) |

| |            | |
| | Marcatori  | 110’ (gg) Pantelić |
| Ranđelović (46' Basta) Mladenović Bratić Vidić Vitakić Krivokapić Gvozdenović (64' Milovanović) Kovačević Bošković Pjanović (76' Mrđa) Bogavac | Formazioni | Žilić Spasić Paunović Mrdak (49' Sočanac) Bogdanović Savić Vasković Mudrinić Kocić (74' Pantelić) Zečević Mirosavljević |
| Zoran Filipović | Allenatori | Milenko Kiković |